# Festivités du Millénaire de 1896

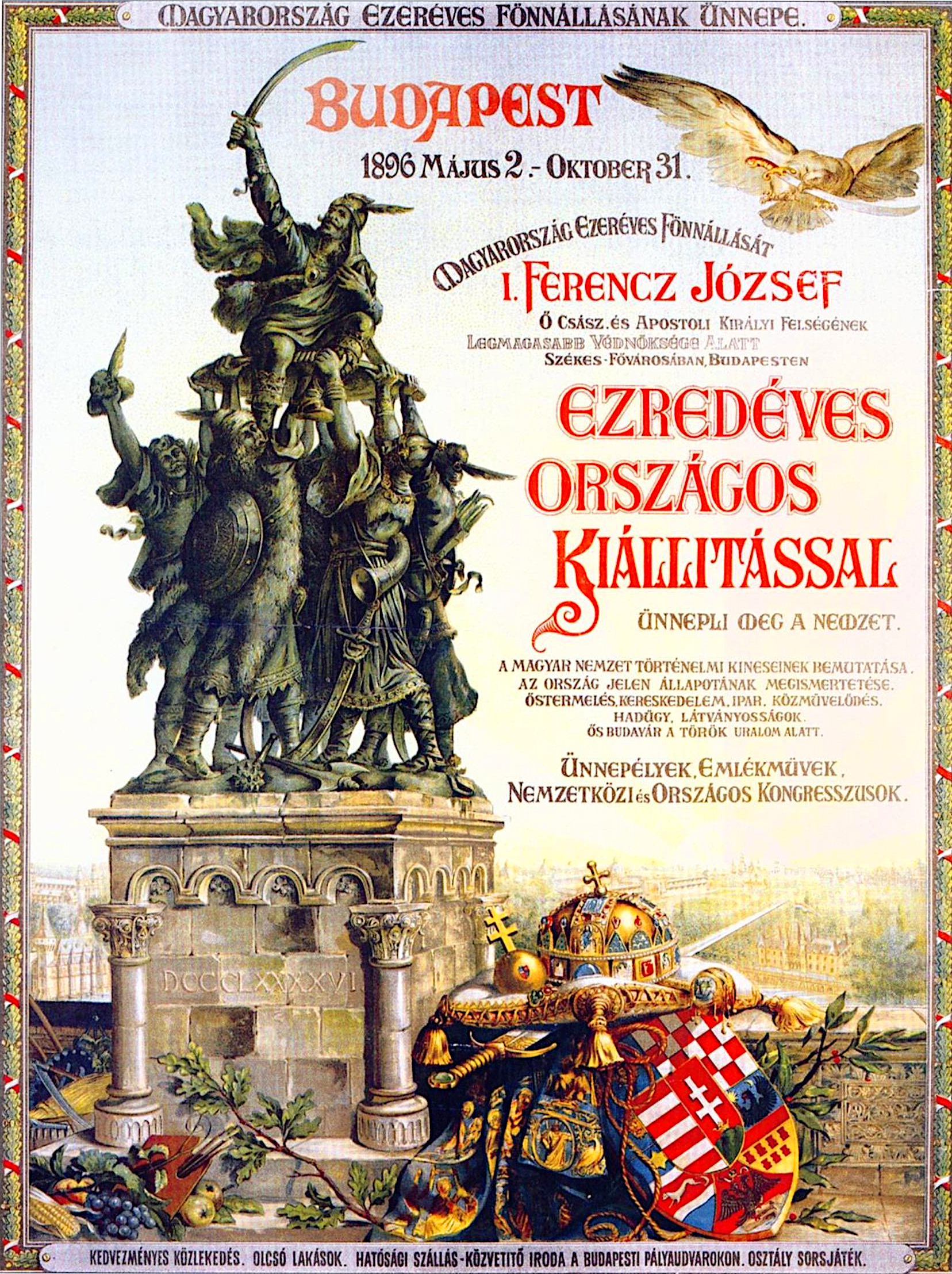
Affiche de l'Exposition du Millénaire montrant le monument du millénaire, la couronne de saint Étienne et, en haut à droite, l'oiseau Turul.

Les festivités du Millénaire de 1896 (en hongrois : 1896-os millenniumi ünnepségek) désignent un ensemble de célébrations qui ont eu lieu à Budapest entre le 2 mai et le 31 octobre 1896, afin de célébrer l'anniversaire officiel du Honfoglalás, c'est-à-dire la « conquête de la patrie », date fondatrice du récit national hongrois. 
Ces célébrations ont été encadrées par une loi idoine, précisant à la fois les modalités de financement de cette fête exceptionnelle signant l'apogée de l'âge d'or de Budapest (Budapest aranykora), mais également la nature des commémorations. En plus de l'Exposition du Millénaire, souvent désignée comme une « petite exposition universelle », cette loi a permis l'érection de nombreux monuments qui ont marqué durablement le paysage de la capitale, tels le Musée hongrois des arts décoratifs, le Musée des beaux-arts, le Műcsarnok ou encore le Ferenc József híd. C'est à cette occasion qu'a été inaugurée la ligne de métro du Millénaire, premier transport urbain souterrain de l'Europe continentale.
Le complexe ludique du Városliget, situé derrière le Monument du millénaire, a été complètement aménagé pour l'Exposition. D'anciens pavillons aujourd'hui détruits ou dégradés vont être reconstruits ou réhabilités dans le cadre du projet de « quartiers des musées » (Múzeumnegyed), à l'instar du Musée hongrois de la technologie et des transports ou du théâtre du Városliget (városligeti színház).